# Farensted Sogn
Farensted Sogn eller Farnsted Sogn (på tysk Kirchspiel Fahrenstedt) er et sogn i det sydvestlige Angel i Sydslesvig, tidligere i Strukstrup Herred (Gottorp Amt), nu i kommunerne Bøglund, Stolk, Sønder Farensted og Isted (Rømmek) i Slesvig-Flensborg Kreds i delstaten Slesvig-Holsten. I sognet ligger Farenstedgaard.
Farensted Kirke ligger i Nørre Farensted (Bøglund kommune). Tidligere hed hele området Farnsted eller Farnstedmark.
I Farensted Sogn findes flg. stednavne:
- Bøglund (Böklund)
- Denholm
- Farenstedhede
- Helligbæk (Helligbek)
- Kalleby (også: Kallebyhus; på tysk Kallebyhuus, el. Kellerbude[2])
- Katbæk (Kattbek)
- Lindebjerg (Lindeberg)
- Lindebjergskov
- Ovre Stolk (Oberstolk)
- Ravnbjerg
- Risbrig (Reesbrück)
- Rømmek (Röhmke)
- Nedre Stolk (Niederstolk)
- Nørre Farensted (Norderfahrenstedt)
- Stolkhede
- Stolkmark (Stolkerfeld)
- Sønder Farensted (Süderfahrenstedt)
- Vedelspang (Wedelspang)